# Giải vô địch bóng đá trẻ châu Á 1975
Giải vô địch bóng đá trẻ châu Á 1975 diễn ra tại Kuwait.

## Các đội tham dự
Các đội sau đây tham dự giải đấu:
| - Afghanistan - Bahrain - Bangladesh - Brunei - Miến Điện - Trung Quốc - Hồng Kông - Ấn Độ - Indonesia - Iran | - Iraq - Nhật Bản - Kuwait (chủ nhà) - Malaysia - CHDCND Triều Tiên - Philippines - Singapore - Nam Yemen - Syria |

Sri Lanka rút lui.

## Vòng bảng

### Bảng A
| Đội       | ST | T | H | B | BT | BB | HS  | Đ |
| --------- | -- | - | - | - | -- | -- | --- | - |
| Iran      | 3  | 3 | 0 | 0 | 14 | 1  | +13 | 6 |
| Iraq      | 3  | 2 | 0 | 1 | 15 | 2  | +13 | 4 |
| Indonesia | 3  | 1 | 0 | 2 | 2  | 7  | –5  | 2 |
| Brunei    | 3  | 0 | 0 | 3 | 1  | 22 | –21 | 0 |

| 6 tháng 4  | Iraq      | 10–0 | Brunei    |
|            | Iran      | 2–0  | Indonesia |
| 8 tháng 4  | Iran      | 10–0 | Brunei    |
|            | Iraq      | 4–0  | Indonesia |
| 10 tháng 4 | Indonesia | 2–1  | Brunei    |
| 12 tháng 4 | Iraq      | 1–2  | Iran      |

### Bảng B
| Đội         | ST | T | H | B | BT | BB | HS | Đ |
| ----------- | -- | - | - | - | -- | -- | -- | - |
| Bahrain     | 4  | 4 | 0 | 0 | 6  | 0  | +6 | 8 |
| Hồng Kông   | 4  | 2 | 0 | 2 | 5  | 4  | +1 | 4 |
| Syria       | 4  | 2 | 0 | 2 | 4  | 4  | 0  | 4 |
| Philippines | 4  | 2 | 0 | 2 | 4  | 4  | 0  | 4 |
| Bangladesh  | 4  | 0 | 0 | 4 | 2  | 9  | –7 | 0 |

| 4 tháng 4  | Hồng Kông   | 0–1 | Bahrain     |
| 5 tháng 4  | Bangladesh  | 0–2 | Philippines |
| 7 tháng 4  | Bahrain     | 2–0 | Philippines |
|            | Syria       | 0–1 | Hồng Kông   |
| 9 tháng 4  | Bahrain     | 1–0 | Bangladesh  |
|            | Philippines | 0–1 | Syria       |
| 11 tháng 4 | Syria       | 3–1 | Bangladesh  |
|            | Philippines | 2–1 | Hồng Kông   |
| 13 tháng 4 | Bahrain     | 2–0 | Syria       |
|            | Hồng Kông   | 3–1 | Bangladesh  |

### Bảng C
| Đội         | ST | T | H | B | BT | BB | HS  | Đ |
| ----------- | -- | - | - | - | -- | -- | --- | - |
| Kuwait      | 4  | 3 | 1 | 0 | 10 | 0  | +10 | 7 |
| Trung Quốc  | 4  | 2 | 2 | 0 | 6  | 2  | +4  | 6 |
| Nhật Bản    | 4  | 2 | 0 | 2 | 10 | 5  | +5  | 4 |
| Singapore   | 4  | 1 | 0 | 3 | 1  | 11 | –10 | 2 |
| Afghanistan | 4  | 0 | 1 | 3 | 3  | 12 | –9  | 1 |

| 4 tháng 4  | Kuwait      | 0–0 | Trung Quốc  |
|            | Nhật Bản    | 4–0 | Singapore   |
| 6 tháng 4  | Kuwait      | 3–0 | Nhật Bản    |
|            | Afghanistan | 2–2 | Trung Quốc  |
| 8 tháng 4  | Kuwait      | 4–0 | Singapore   |
|            | Nhật Bản    | 6–1 | Afghanistan |
| 10 tháng 4 | Singapore   | 1–0 | Afghanistan |
|            | Nhật Bản    | 0–1 | Trung Quốc  |
| 12 tháng 4 | Trung Quốc  | 3–0 | Singapore   |
|            | Kuwait      | 3–0 | Afghanistan |

### Bảng D
| Đội               | ST | T | H | B | BT | BB | HS | Đ |
| ----------------- | -- | - | - | - | -- | -- | -- | - |
| CHDCND Triều Tiên | 4  | 3 | 0 | 1 | 6  | 3  | +3 | 6 |
| Nam Yemen         | 4  | 2 | 1 | 1 | 7  | 5  | +2 | 5 |
| Miến Điện         | 4  | 1 | 2 | 1 | 4  | 4  | 0  | 4 |
| Ấn Độ             | 4  | 1 | 1 | 2 | 5  | 6  | –1 | 3 |
| Malaysia          | 4  | 0 | 2 | 2 | 3  | 7  | –4 | 2 |

| 5 tháng 4  | CHDCND Triều Tiên | 2–1 | Miến Điện         |
|            | Ấn Độ             | 1–1 | Malaysia          |
| 7 tháng 4  | Ấn Độ             | 1–2 | Nam Yemen         |
|            | Miến Điện         | 0–0 | Malaysia          |
| 9 tháng 4  | Malaysia          | 0–2 | CHDCND Triều Tiên |
|            | Miến Điện         | 1–1 | Nam Yemen         |
| 11 tháng 4 | CHDCND Triều Tiên | 1–0 | Nam Yemen         |
|            | Ấn Độ             | 1–2 | Miến Điện         |
| 13 tháng 4 | CHDCND Triều Tiên | 1–2 | Ấn Độ             |
|            | Nam Yemen         | 4–2 | Malaysia          |

## Tứ kết
| Iran | 2 – 0 | Hồng Kông |
| ---- | ----- | --------- |
|      |       |           |

| Bahrain | 0 – 2 | Iraq |
| ------- | ----- | ---- |
|         |       |      |

| Kuwait | 3 – 0 | Nam Yemen |
| ------ | ----- | --------- |
|        |       |           |

| CHDCND Triều Tiên | 1 – 0 | Trung Quốc |
| ----------------- | ----- | ---------- |
|                   |       |            |

## Bán kết
| Iran              | 0 – 0 | Kuwait |
| ----------------- | ----- | ------ |
|                   |       |        |
| Loạt sút luân lưu |       |        |
|                   | 3 – 1 |        |

| CHDCND Triều Tiên | 0 – 1 | Iraq |
| ----------------- | ----- | ---- |
|                   |       |      |

## Tranh hạng ba
| Kuwait | 2 – 2 Chia sẻ hạng ba | CHDCND Triều Tiên |
| ------ | --------------------- | ----------------- |
|        |                       |                   |

## Chung kết
| Iran | 0 – 0 Chia sẻ danh hiệu | Iraq |
| ---- | ----------------------- | ---- |
|      |                         |      |

| Giải vô địch bóng đá trẻ châu Á 1975 |
| ------------------------------------ |
| · Iran · Lần thứ ba                  |

| Giải vô địch bóng đá trẻ châu Á 1975 |
| ------------------------------------ |
| · Iraq · Lần đầu tiên                |